# NGC 5085
NGC 5085 (również PGC 46531 lub UGCA 349) – galaktyka spiralna (Sc), znajdująca się w gwiazdozbiorze Hydry. Odkrył ją William Herschel 26 marca 1789 roku.